# 鄭敬玄
鄭敬玄（?—?），唐朝初年荥阳郑氏，唐高祖的驸马。

## 简介
鄭敬玄在贞观年间为光禄大夫、齐州刺史、博州刺史，温挺死后，千金公主改嫁鄭敬玄。
鄭敬玄和千金公主的儿子郑克乂为武承嗣的女婿。柳泽曾经向唐中宗弹劾郑克乂，说他和李多祚是斜封官。

## 家庭

### 祖父
- 郑遵道，北魏金紫光禄大夫、驸马都尉、北齐兖州都督府长史、河间郡公。

### 父亲
- 鄭世敏，隋朝果州刺史。

### 夫人
- 千金公主李氏，唐高祖李渊女，武周時期為武則天收養為義女，賜姓武。

### 儿子
- 郑克俊，官至银青光禄大夫、潞州大都督府长史。孙子郑沛娶唐肃宗第六女紀國公主。
- 郑克乂，武承嗣女婿。